# Hombres sin alma
Hombres sin alma, es una película de drama, crimen y suspenso mexicana de 1951 producida, escrita y dirigida por Juan Orol y protagonizada por Rosa Carmina y Tito Junco. Esta es la tercera y última parte de trilogía cinematográfica Percal, basada en una historieta original de José G. Cruz.

## Argumento
La vedette Malena (Rosa Carmina) es encarcelada tras un escándalo en un cabaret. El Gánster Gustavo (Tito Junco) la libera y le propone matrimonio, su rival Burton (Arturo Martínez) la rapta. Los dos gánsteres se enfrentan en un duelo a navajazos y los dos son apresados. Los dos presos mueren al huir. El futuro de Malena cambiara radicalmente. Cuando su protector va a dar a la cárcel, Malena, abandonada y sola, se hunde en el alcohol y la prostitución callejera. Cuando el gánster bueno se entera de que su adorada anda en las calles, intenta fugarse de la prisión para rescatarla pero muere en el intento. Al final, ella es redimida por el desinteresado, desprejuiciado e incondicional amor de Andrés (José G. Cruz), un taxista, que se casa con ella y además adopta a su hija.

## Reparto
- Rosa Carmina ... Malena
- Tito Junco ... Gustavo
- Arturo Martínez ... Burton
- José G. Cruz ... Andrés
- Marco de Carlo
- Queta Lavat
- Tana Lynn
- José Luis Aguirre "Trotsky"
- Juan Orol

## Comentarios
Película está basada en la historieta Percal, del popular escritor de historietas mexicano José G. Cruz. Juan Orol dirigió en 1951 un tríptico cinematográfico basado en la historia: El infierno de los pobres, Perdición de mujeres y Hombres sin alma.
El texto final del melodrama refleja claramente la poética del autor: Está fue la historia... como restos de un pasado turbulento y borrascoso, quedan en la mente de Malena y en su corazón, muchos recuerdos, muchas horas amargas, y muchos y queridos momentos inolvidables... Quedaba el recuerdo vigoroso, hondo e imperecedero de un hombre que en una noche estrellada, bajo la luz de plata de un viejo farol, en un arrabalero callejón de paredes carcomidas, se jugó la vida por Malena a punta de chaveta...: ¡Gustavo Alonso! Gustavo Alonso que murió en su intento inútil por huir de la prisión, y cuyas últimas palabras fueron estas: Saldré de aquí cueste lo que cueste... si el precio es la vida..., para mi el precio es Malena!... Las sombras se arrinconan evocando a Griseta, a Malena, a María Esther... Las sombras que en la noche trajo el tango... me obligan a evocarla a mi también....